# Huit fois oui
 (mai 2023).
Huit fois oui est une campagne de sensibilisation créée dans le cadre des Objectifs du millénaire pour le développement (OMD) qui a pour but d’informer les Français sur les enjeux du développement, de leur donner les clés pour comprendre et agir, et de les conduire à assurer un rôle majeur de vigilance et de pression.

## Historique
Cette campagne a été créée dans le cadre des OMD (Objectifs du millénaire pour le développement qui ont été adoptés lors du Sommet du millénaire qui s’est déroulé du 6 au 8 septembre 2000 au siège des Nations unies à New York), d'après la constatation que les Français étaient derniers à l’Eurobaromètre 2007 pour leur connaissance de ce programme. Le sondage IFOP 2008 de l’AFD indique qu’après explication par le sondeur, 21 % des sondés déclarent avoir entendu parler des OMD. Pourtant, lorsqu’elles sont informées de leur contenu précis, plus de trois quarts (77 %) des personnes interrogées les jugent importants.
En conclusion, c’est la faible notoriété des OMD qui est à l’origine de l’idée d’une campagne d’information destinée à consolider l’appui de l’opinion publique à la politique publique d’aide au développement.

## Objectif
La campagne sur les OMD offre une occasion unique d’attirer l’attention de l’opinion à la fois sur :
- l’ampleur des enjeux (la pauvreté et les déséquilibres qu’elle engendre) ;
- les résultats positifs atteints ;
- les défis à venir : les Français doivent conserver à l’esprit qu’1,4 milliard d’êtres humains vivent toujours en 2006 avec moins d’un dollar par jour et savoir qu’ils peuvent agir pour construire un monde meilleur.

## Réalisations

### Le film8
8 est un long métrage composé de huit histoires courtes qui illustrent les huit Objectifs du millénaire pour le développement. À travers des fictions de 8 à 15 minutes, LDM productions a donné carte blanche à des réalisateurs de renom afin qu’ils partagent leur vision.
Huit réalisateurs traitent ainsi chacun un des huit objectifs :
1. Abderrahmane Sissako : réduire l’extrême pauvreté et la faim
2. Gael García Bernal : assurer l’éducation primaire pour tous
3. Mira Nair : promouvoir l’égalité des sexes et l’autonomisation des femmes
4. Gus Van Sant : réduire la mortalité infantile
5. Jan Kounen : améliorer la santé maternelle
6. Gaspar Noé : combattre le VIH, le paludisme et d’autres maladies
7. Jane Campion : assurer un environnement durable
8. Wim Wenders : mettre en place un partenariat mondial pour le développement

Les courts métrages de Gaspar Noé et Jane Campion ont été sélectionnés pour le festival de Cannes 2007.

### Le livreHuit nouvelles
Édité chez Calmann-Lévy, le livre Huit nouvelles laisse libre cours à huit écrivains renommés et de pays différents. Sensibles aux problématiques de pauvreté et de solidarité, chacun a choisi un sujet correspondant à un thème des OMD.
1. Zoé Valdés : réduire l’extrême pauvreté et la faim
2. Björn Larsson : assurer l’éducation primaire pour tous
3. Taslima Nasreen : promouvoir l’égalité des sexes et l’autonomisation des femmes
4. Moussa Konaté : réduire la mortalité infantile
5. Vénus Khoury-Ghata : améliorer la santé maternelle
6. Philippe Besson : combattre le VIH, le paludisme et d’autres maladies
7. Simonetta Greggio : assurer un environnement durable
8. Alain Mabanckou : mettre en place un partenariat mondial pour le développement

La moitié des droits d’auteurs et des bénéfices de l’éditeur est reversée à des organismes œuvrant en faveur du développement.

### La communication auprès des jeunes
Un programme de communication dans les écoles est mis en place pour sensibiliser les enfants et les jeunes au développement et à la solidarité internationale. Au total, 1 057 établissements (primaires, collèges et lycées confondus) ont exposé les objectifs dans leur enceinte. Les huit Objectifs du millénaire pour le développement sont inscrits au bulletin officiel du ministère de l'Éducation nationale à destination de l’enseignement élémentaire et secondaire.

### L’expositionHuit fois oui
L’exposition Huit fois oui se déplace dans des associations locales ou sur des événements.

### Programmes télévisésUn monde solidaire
Un monde solidaire est une série de 20 programmes courts diffusés sur France 2 pour présenter les actions menées par les OMD autour du monde en novembre et décembre 2009.